# Tubo de desprendimiento (química)

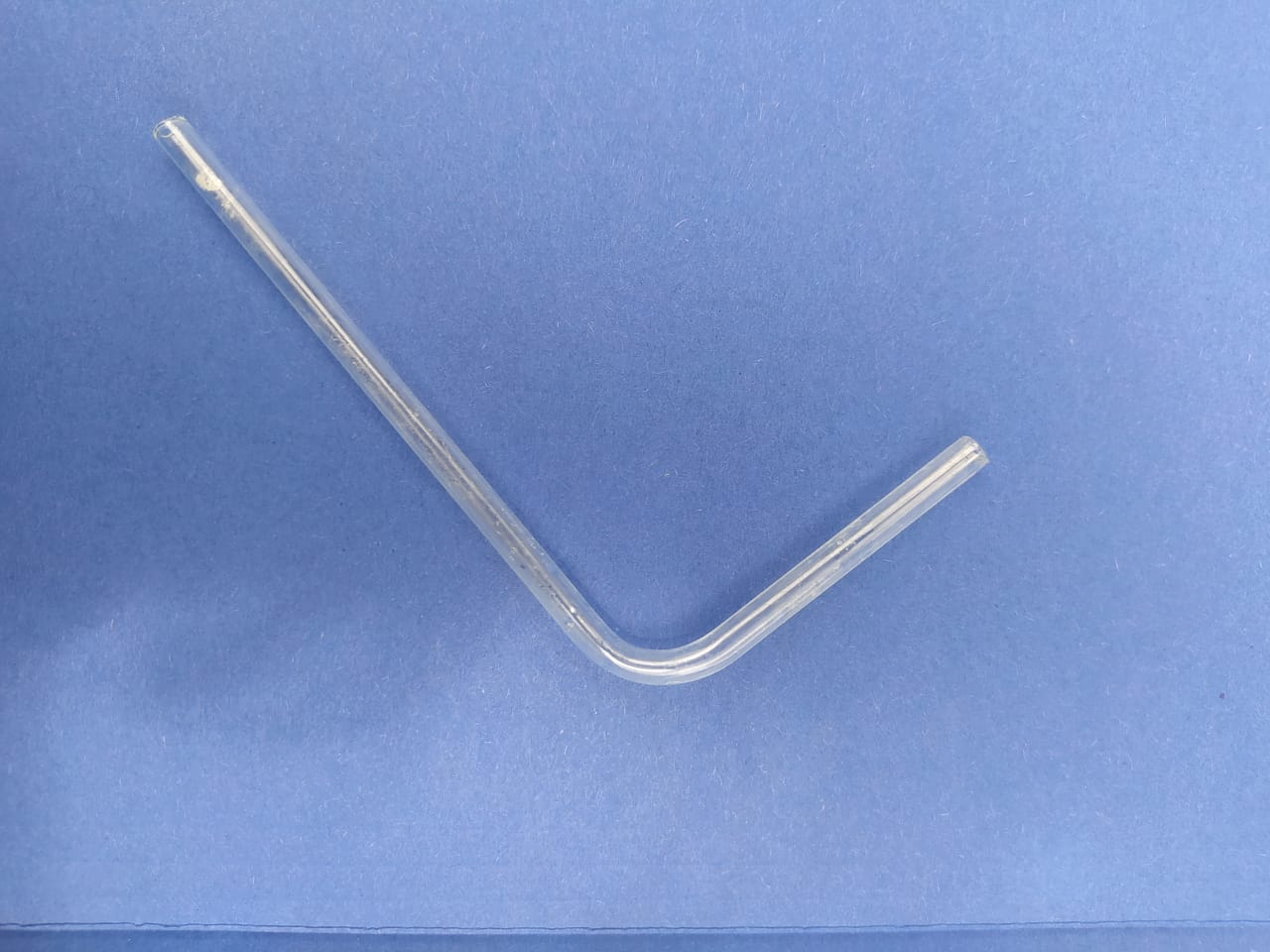
Tubo de desprendimiento

Un tubo de desprendimiento de gas es un tubo en forma de ángulo específico, el cual actúa como salida lateral de algunos recipientes de vidrio de los usados en el laboratorio, y sirven para evacuar los gases producidos en una reacción química para poder aislarlos por atrapamiento haciéndolos borbotear en una disolución adecuada.

## Formas
- A veces el tubo de desprendimiento está adosado al cuello de un balón de destilación, un Kitasato o un matraz de Claisen.
- Si el gas que se desprende va a sufrir una combustión, el tubo puede ser recto o formar un ángulo mayor de 180°.
- Si el gas desprendido se hace burbujear a través de una disolución, el tubo se calienta.

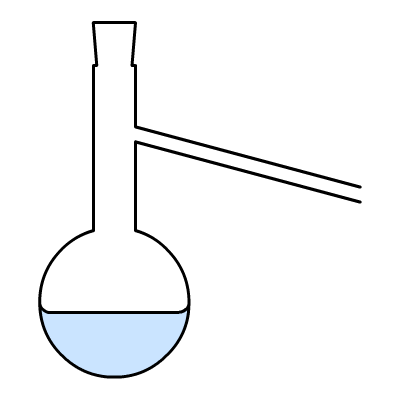
Matraz de destilación con tubo de desprendimiento lateral
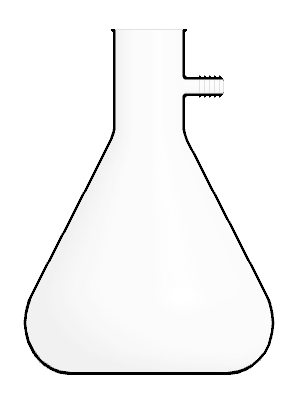
Kitasato para filtración al vacío con tubo de desprendimiento lateral
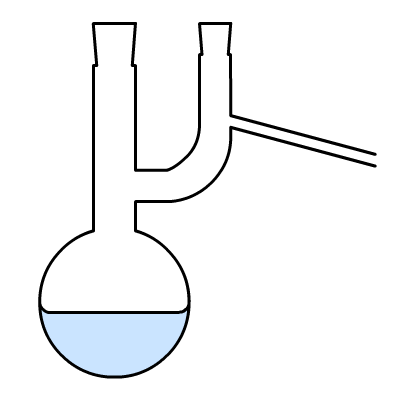
Matraz de Claisen con tubo de desprendimiento lateral
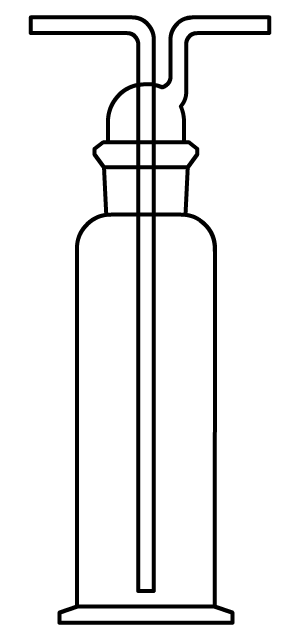
Botella de Drechsel para lavado de gases, con tubo de desprendimiento en ángulo recto.
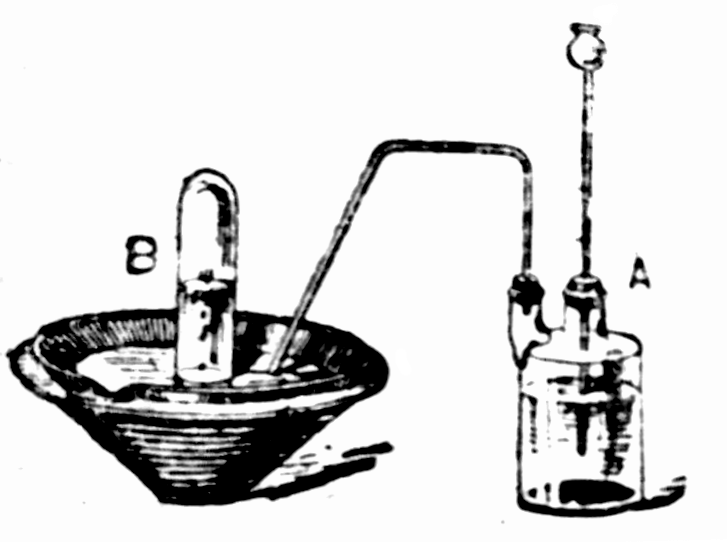
Botella de Woulfe: los dos recipientes están unidos por un tubo de desprendimiento en forma de z.